# Ancienne mairie d'Ingersheim
L'ancienne mairie d'Ingersheim est un monument historique situé à Ingersheim, dans le département français du Haut-Rhin.

## Localisation
Ce bâtiment est situé au 2, rue République à Ingersheim.

## Historique
L'édifice fait l'objet d'une inscription au titre des monuments historiques depuis 1962.

## Architecture

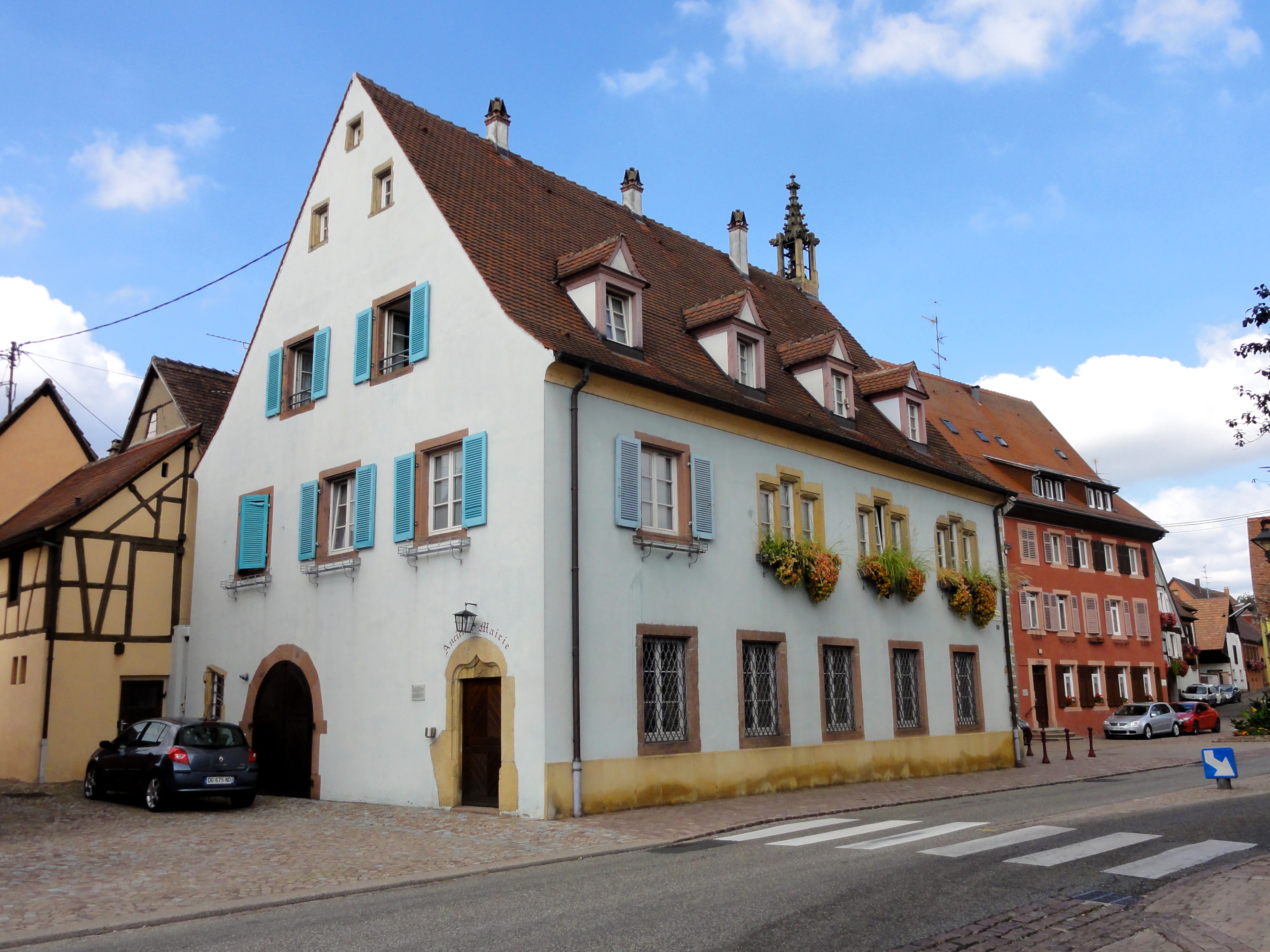
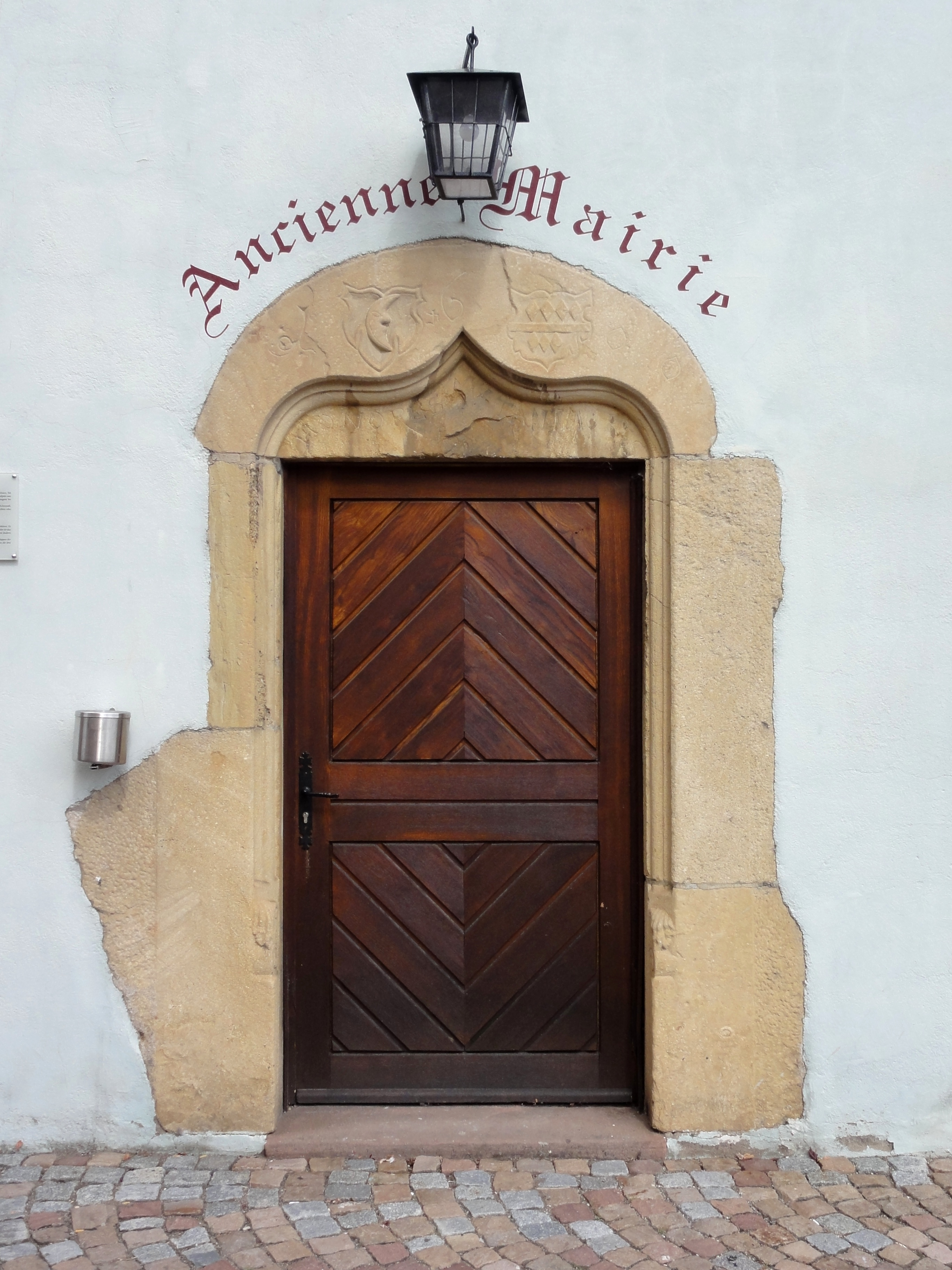